# 주두
주두(柱頭)는 건축물의 기둥 머리이다.

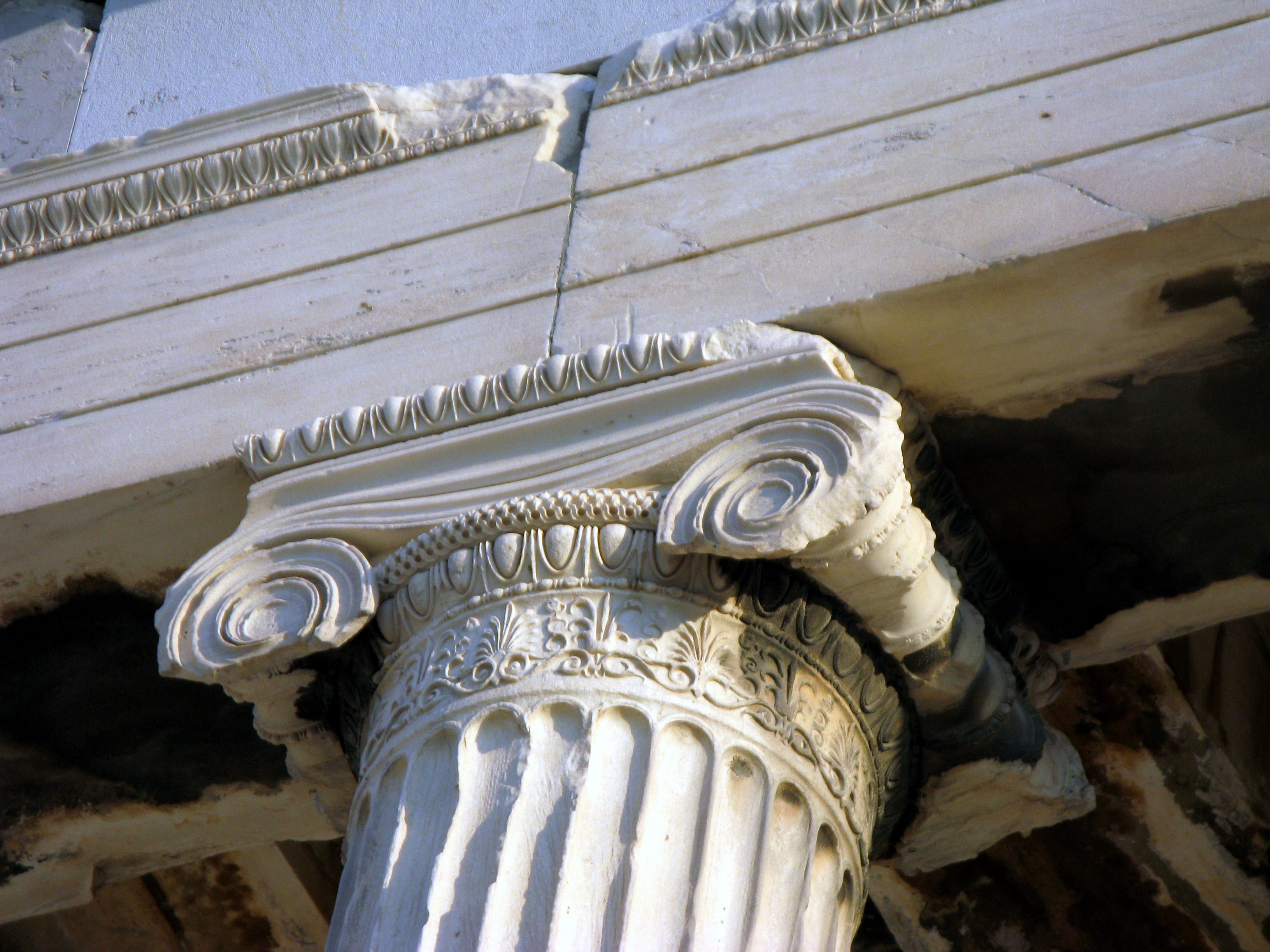
주두

건축에서 주두는 기둥(또는 벽기둥)의 최상위 구성부를 형성한다. 기둥과 기둥에 가해지는 하중 사이를 중재하여 기둥의 지지 표면 영역을 넓힌다. 주판을 지지하기 위해 올라갈 때 양쪽으로 돌출된 주두는 일반적으로 정사각형 주판과 일반적으로 기둥의 원형 샤프트에 연결된다.
콜로네이드가 있는 모든 기념비적 건물에서 차지하는 눈에 잘 띄는 위치에서 주두는 종종 장식용으로 선택된다. 건축 질서의 가장 명확한 지표이기도 하다. 건물의 날짜를 표시할 수 있다.

## 같이 보기
- 기둥